# Vatová tyčinka

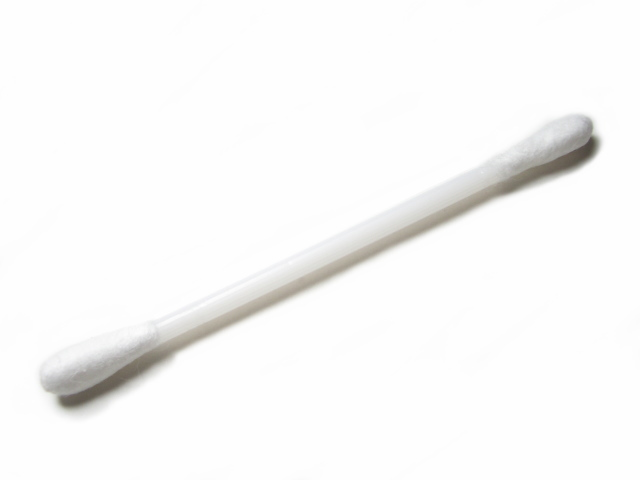
Vatová tyčinka

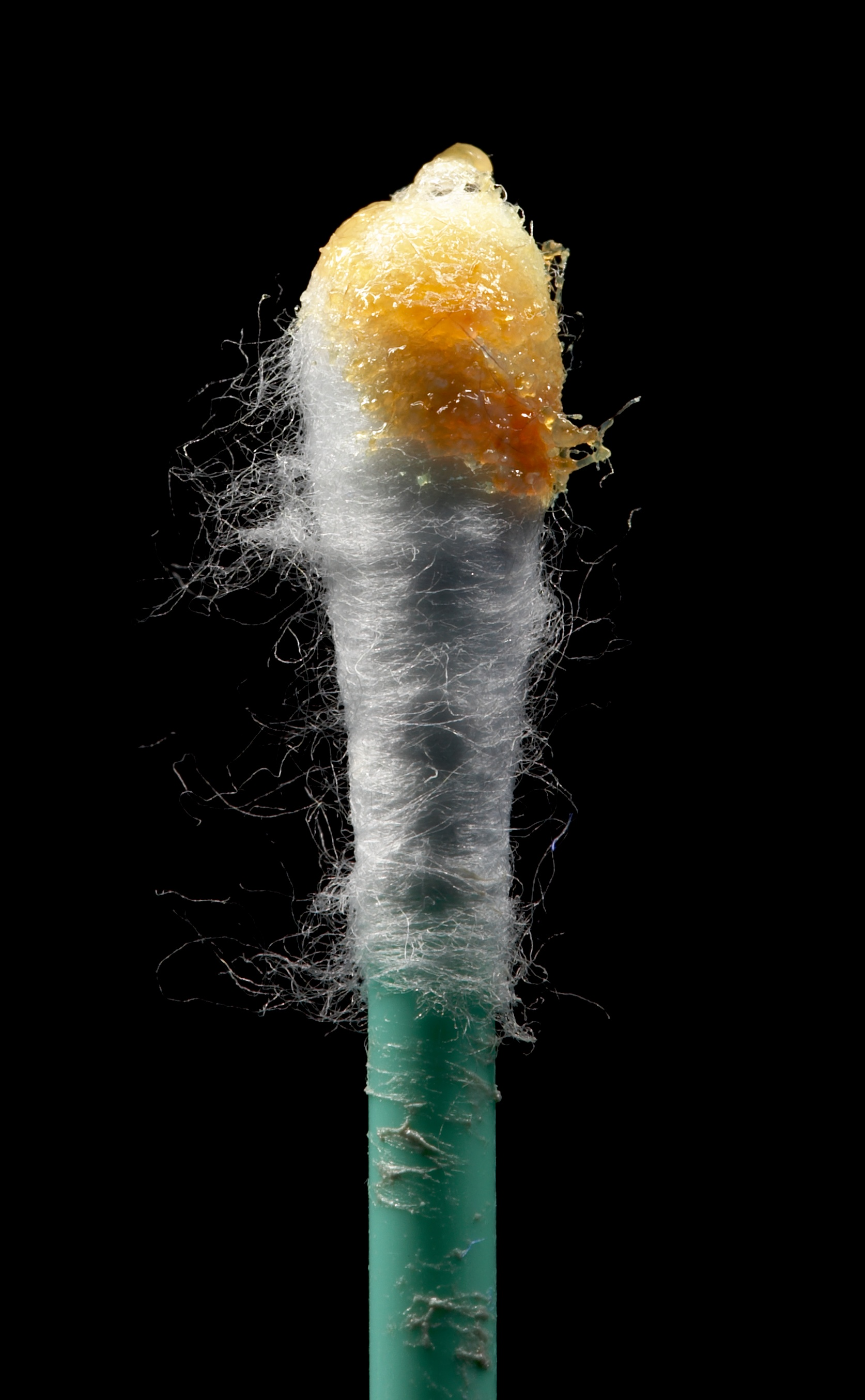
Ušní maz na vatové tyčince

Vatová tyčinka (také uchošťour) je ruční tyčinka, která se skládá z jednoho nebo dvou malých chomáčů bavlny omotaných kolem jednoho nebo obou konců krátké tyče vyrobené ze dřeva, rolovaného papíru nebo plastu. Nejčastěji se používá k čištění uší, i když to lékaři nedoporučují. Mezi další použití vatových tyčinek patří první pomoc[ujasnit], aplikace kosmetiky, čištění, péče o děti a ruční práce. Některé země zakázaly verze s plastovými stopkami ve prospěch biologických alternativ před obavami ze znečištění moří.

## Popis
Tradiční vatové tyčinky mají dřevěnou rukojeť a jsou pouze jednostranné. Použití nacházejí zejména v lékařských zařízeních. Obvykle jsou dlouhé asi 10 centimetrů, často sterilně balené. Výhodou papírového pouzdra a dřevěné rukojeti je, že obal lze sterilizovat v autoklávu (plastová pouzdra nebo rukojeti by se v autoklávu roztavily).
Vatové tyčinky vyráběné pro domácí použití jsou obvykle kratší, přibližně 6,4 cm dlouhé a obvykle dvoustranné. Rukojeti byly nejprve dřevěné, poté z rolovaného papíru, který je dodnes nejběžnější (i když se používá i trubkový plast). Často se prodávají ve velkém množství, 100 a více kusů.
Plastové tyčinky existují v široké škále barev, jako je modrá, růžová nebo zelená. Samotná bavlna je však tradičně bílá.